# احمد کرداری
احمد کرداری نخست وزیر حکومت خودمختار آذربایجان بود، که بین سال‌های ۱۹۴۵ تا ۱۹۴۶ خدمت می‌کرد. رهبری حکومت به عهده جعفر پیشه وری بود.